# Баха ад-Дин Сам II
Баха ад-Дин Сам II (перс.  بهاء الدین سام‎‎; ? — 1206) — четвертый правитель (малик) Бамиана из династии Гуридов (1192—1206).

## Происхождение и подъем
Баха ад-Дин Сам II был сыном Шамса ад-Дина Мухаммада ибн Масуда (? — 1192) и неназванной сестры его родственника, гуридского султана Гийас ад-Дина Мухаммада. У Баха ад-Дина был также старший сводный брат Аббас ибн Мухаммад, мать которого была тюркской женщиной. В 1192 году их отец умер, и вскоре на престол взошел Аббас. Однако Гийас ад-Дин и его брат Муиз ад-Дин Мухаммад вскоре свергли Аббаса и заменили его Баха ад-Дином.

## Правление
Вскоре после вступления на трон Баха ад-Дин прославился среди своих подданных и покровительствовал многим учёным, таким как выдающийся иранский философ Фахр ад-Дин ар-Рази. В 1198 году Баха ад-Дин вырвал Балх из-под контроля кара-киданей после смерти его правителя. В том же году разразилась война между Гуридами и Хорезмшахами, которую поддерживал их сюзерены кара-кидани. Хорезмийцы напали на Герат, а кара-кидани вторглись в Гузган и потребовали дани от Баха ад-Дина. Однако Гуриды вскоре сумели нанести тяжёлое поражение двум империям, а затем воспользовались возможностью завоевать Мерв, Сарахс, Наса, Абивард, Тус и Нишапур. Несколько гуридских князей вскоре были назначены губернаторами городов, в том числе племянник деда Баха ад-Дина Фахр ад-Дина Масуда, Тадж ад-Дин Занги.
В 1202 году Гийас ад-Дин Мухаммад умер от болезни, и его младший брат и соправитель Муиз ад-Дин Мухаммад стал главой династии Гуридов. Однако вскоре после смерти Гийаса хорезмийский шах Ала ад-Дин Мухаммед II вторгся в Гуридскую империю и осадил Герат. Муиз ад-Дин вместе со своим полководцем Хусейном ибн Хармилем быстро сумел выдавить Мухаммеда из Герата и затем преследовал его до Хорезма, где армия Гуридов осадила столицу Хорезма Гургандж. Однако Гуриды вскоре были вынуждены отступить обратно в Гур, но потерпел[кто?] тяжёлое поражение во время разгрома. После возвращения Муиза в Гур он вместе с Баха ад-Дином подготовил новую экспедицию Гуридов в Хорезм. В тот же период гуридский принц по имени Ала ад-Дин Атсыз Гури женился на дочери Баха ад-Дина.
Однако, Муиз ад-Дин вскоре был убит в 1206 году, что привело к гражданской войне в Гуридской империи. Баха ад-Дин Сас пользовался поддержкой иранских воинов, в то время как тюркские гулямы поддерживали Гийаса ад-Дина Махмуда, сына Гийаса ад-Дина Мухаммада. Баха ад-Дин Сам II, но умер спустя несколько дней от болезни, и ему наследовал его сын Джелал-ад-Дин Али, который вместе со своим братом Ала ад-Дин Мухаммеда, были поддержаны сторонниками их отца.